# Kannawurf
Kannawurf est une ancienne commune allemande de l'arrondissement de Sömmerda, Land de Thuringe.

## Géographie
Kannawurf se situe entre le Hainleite et la Wipper.
| Bilzingsleben | Bad Frankenhausen | Oldisleben |
|               | Kannawurf         | Gorsleben  |
| Kindelbrück   | Riethgen          | Etzleben   |

Kannawurf se trouve sur la Bundesstraße 86.

## Histoire
Kannawurf est mentionné pour la première fois en 1221, car il est le siège d'une famille noble. Albert von Kannawurf fait construire un Wasserburg qui permet le contrôle et la protection des routes entre Erfurt et Weißensee et entre Sangerhausen et Magdebourg.
En 1564, Georges II Vitzthum von Eckstedt fait construire à la place du château-fort un château Renaissance.
Pendant la Seconde Guerre mondiale, de nombreux hommes et femmes de Pologne et d'Ukraine sont des travailleurs forcés dans des travaux agricoles.

## Personnalités liées à la commune
- Friedrich Georg Göthe (1657–1730), maître tailleur, grand-père de Johann Wolfgang von Goethe
- Annie Leuch-Reineck (1880–1978), mathématicienne et féministe suisse.
- Richard Mandroschke (1887–1948), inventeur.